# 楠瀬常猪
楠瀬 常猪（くすのせ つねい、1899年2月10日 - 1988年6月18日）は、日本の政治家。広島県知事（官選第39代、公選初代）。参議院議員（1期）。

## 来歴
1899年に広島県に生まれる。1923年東京商科大学（一橋大学の前身）卒業。商工省課長、燃料局長官、中国地方行政事務局長官などを歴任する。
1945年に39代官選広島県知事となり、戦災都市復興協議会を設置、原爆投下で廃れていた広島の街の復興に努めた。官選知事を1947年3月まで務めた後、同年4月5日に初めて執行された広島県知事選挙に出馬し、中井正一らを破り当選。初代公選初代広島県知事に就任した。
同年12月には昭和天皇の戦後巡幸があり、随行役を務めた。
1950年、欠員が生じた参議院広島地方区に出馬するため、任期の途中に知事を辞職、補欠選挙に自由党から出馬し当選した。しかし、1953年の第3回参議院議員通常選挙において落選し、政界を引退した。
1970年春の叙勲で勲二等瑞宝章受章（勲三等からの昇叙）。
1988年6月18日、心不全のため死去、89歳。死没日をもって従四位から正四位に叙される。

## 親族
- 妻幸は真田秀吉（治水技術者）の長女。
- 武田薬品工業社長の梅本純正は義理の息子にあたる。